# Y’All Want a Single
Y’All Want a Single — песня ню-метал-группы Korn и третий сингл с их шестого студийного альбома, Take a Look in the Mirror.

## Джеймс «Манки» Шафферо песне
«Мы записывали этот альбом до поездки на Ozzfest. У нас уже было 10 сочинённых и записанных песен, но мы не чувствовали что этого хватит на целый альбом. Нам нужно было ещё 3 или 4 песни, поэтому мы вернулись в студию, чтобы записать их. Затем наша звукозаписывающая компания заявила что-то в духе „Эй! Нам бы очень хотелось выпустить сингл“, а наш менеджмент, The Firm сказали „Мы бы были очень счастливы получить ударный хитовый сингл, мужик, ты сможешь раскопать такой?“. Мы были просто в шоке от такого. Они хотели получить новый 'Got the Life' или 'Freak on a Leash', но такое сложно сделать по заказу! Впервые в жизни мы были вынуждены препарировать нашу музыку, пытаться анализировать структуру этих песен, стараться выявить то, что сделало их великими хитами. Но Korn никогда так не работали, и пока мы ломали головы, Джонатан придумал строчку: „Y’all want a single? Say: FUCK THAT!“ и мы написали „Y’All Want a Single“ как огромное „да пошли вы!“ для всех тех, кто требовал от нас хита. Черт возьми, Джонатан действительно смог дать нам мотивацию.»

## Видео
Видео, снятое Эндрюсом Дженкинсом, демонстрировало как толпа фанатов уничтожают музыкальный магазин и показывались различные факты о музыкальной индустрии.
Видео начинается с того, что все музыканты Korn входят в музыкальный магазин и уничтожают все музыкальные диски и кассеты, и разбирают стеллажи и полки, на которых они стояли. На протяжении видео на экране появляются факты, критикующие музыкальную индустрию и крупные лейблы. Съёмка одного этого видео стоила $150 000.

## Заголовки в видео
- Музыкальная монополия?
- Одна корпорация владеет пятью крупнейшими видеоканалами в США.
- Это нормально?
- За последний год Большая Пятерка звукозаписывающих лейблов продала музыки на 25 миллиардов долларов.
- 90 % релизов, выпускаемых крупными лейблами НЕ ПРИНОСЯТ прибыли.
- Последнее видео Бритни Спирс стоит $1 000 000.
- Это видео Korn стоит $150 000
- Вы смотрите часть видео, стоящую $48 000
- Будет ли хоть один музыкальный канал показывать это видео?
- Музыкальная «индустрия» выпускает 100 песен в неделю.
- Только 4 песни добавляются к плей-листу среднестатистического радио каждую неделю.
- Хитовые песни из топ-40 часто ПОВТОРЯЮТСЯ до 100 раз в неделю.
- Это все, что вы хотите слышать?
- Почему есть песни, которые стоят 99 центов?
- Вы скачиваете песни?
- Украдите это видео.
- Это сингл.
- Два радио-конгломерата контролируют 42 % слушателей.
- Звукозаписывающая компания хотела, чтобы мы поменяли это видео.
- Мы этого не сделали.
- Вы все хотите сингл.
- 90 % всех песен выключаются через 20 секунд
- 98 % всех синглов, занимавших первое место, длятся меньше трёх с половиной минут
- Это не выглядит для вас, как формула?
- После всего сказанного…
- Мы любим делать музыку.
- Это и есть музыкальный «бизнес»?
- Это НОРМАЛЬНО?
- Поблагодарить вас за то, что уделили три минуты своего времени музыкальной монополии Korn?
- С любовью, Korn

## Дополнительные факты
- Песня была выбрана в качестве сингла по результатам голосования на официальном форуме группы.
- При общей длительности в 3:17, песня содержит 65 употреблений слова «fuck», хотя в видеоверсии слово было заменено на «suck».